# Trisquel
Pour les articles ayant des titres homophones, voir Triskell.
Trisquel est une distribution GNU/Linux et un système d’exploitation libre constituée exclusivement de logiciels libres (applications et pilotes), distribution soutenue à ce titre par la Free Software Foundation. Elle est dérivée d’Ubuntu, et propose plusieurs déclinaisons, une version standard, une version mini ainsi qu'une version éducative « Sugar TOAST ».
La communauté Trisquel refuse la mise en œuvre de pilotes non libres. Elle déplore que, tandis que le nombre d'utilisateurs de GNU/Linux s'accroît, beaucoup d'éditeurs de distributions n'en profitent pas pour « éduquer » ces nouveaux utilisateurs et les inciter à « protéger leur liberté ». Ainsi, aux yeux de ces nouveaux utilisateurs, GNU/Linux est juste un autre système d'exploitation, la dimension « logiciel libre »  et de liberté vis-à-vis d'un éditeur étant accessoire. Après des années d'observation et d'expérience, la communauté Trisquel estime que ces compromis (faciliter l'installation de logiciels et de pilotes non-libres) ne font que perpétuer le problème.

## Présentation

### Généralités
Originaire de la région de Galice, en Espagne, le système est traduit dans de nombreuses langues (grâce aux sources Ubuntu), mais les éléments spécifiques sont traduits en anglais (par défaut), basque, catalan, chinois, français, galicien, hindi, portugais et espagnol (castillan).
Trisquel est également disponible en version live CD, ce qui permet de tester la distribution et de vérifier la compatibilité technique du système (recommandé) avant toute installation définitive.
La distribution ne permettant pas l'installation de pilotes non libres, certains ordinateurs, notamment les ordinateurs portables, risquent de ne pas être pris  en charge par le système (en particulier pour cause d'absence de pilotes libres pour certaines cartes Wi-Fi).
Son nom est tiré de triskel, un symbole représentant trois jambes humaines, ou trois spirales entrecroisées ou encore tout autre symbole avec trois protubérances de symétrie de groupe cyclique. Son logo est le symbole triskel celte datant du 2e âge du fer, ce logo est selon Framasoft « fait de 3 tourbillons Debian, signifiant l’évolution & la sagesse ».

### Historique
Le projet est né en 2004, sponsorisé par l’Université de Vigo (en Galice), et a été officiellement présenté pour la première fois en 2005 en présence de Richard Stallman, fondateur du projet GNU et de la Free Software Foundation (FSF), la fondation pour le logiciel libre.
À l’origine développée depuis une distribution Debian, la source a bifurqué mi-2008. Depuis la version 2.0, elle se base sur les dépôts d'Ubuntu, mais expurgés de tout logiciel propriétaire, donc de tout ce qui est étiqueté paquet non libre (non-free package). Le noyau Linux est également proposé dans une version différente de celle d’Ubuntu, n’incluant pas de paquet non-libre (Linux-libre).
Le projet a ainsi été intégré fin 2008 à la liste des quelques distributions GNU/Linux reconnues libres selon les recommandations du projet GNU lui-même.
Selon la présentation par le site Framasoft en août 2009 « c’est peut-être la distribution 100 % libre la plus aboutie. »
Selon Stallman, c'est la distribution installée sur son ordinateur personnel, accompagnée d'un bootloader libre.

### Version longue (LTS) et courte (STS)

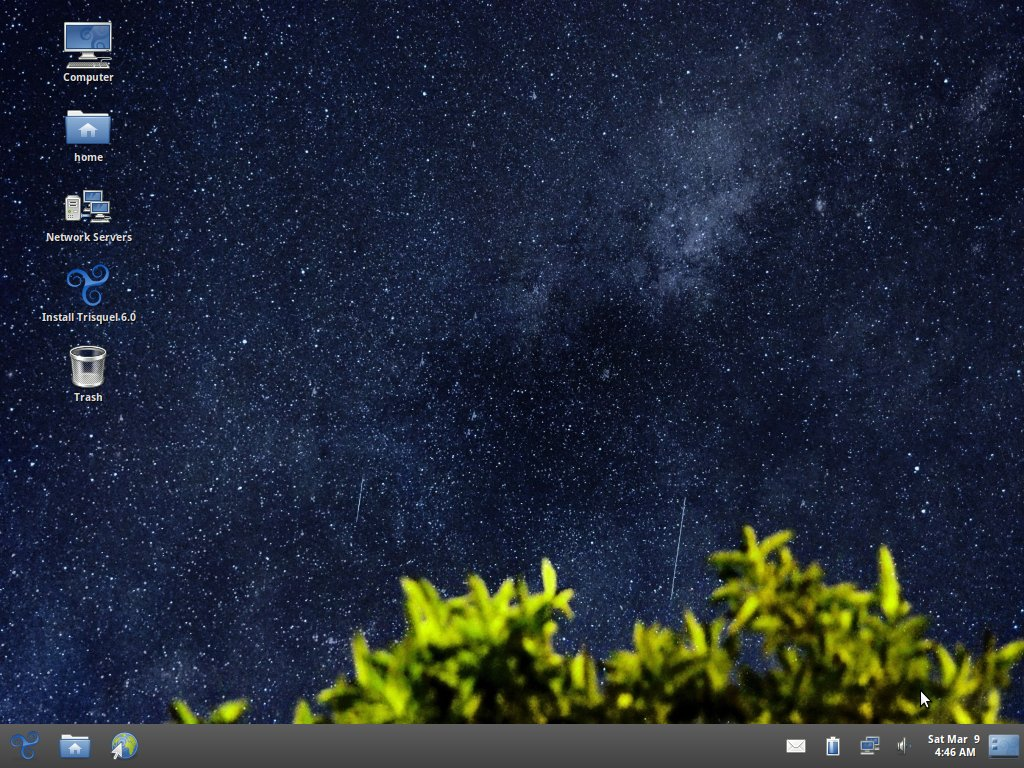
Trisquel GNU Linux 6.0 LTS « Toutatis ».

Comme Ubuntu, Trisquel utilise le terme LTS, qui signifie long term support (support à long terme), afin de distinguer les versions dont le support sera proposé pendant au moins les cinq années suivant leur sortie. Les autres versions sont étiquetées STS, qui signifie short term support (support à court terme).
À partir de la version 6.0 sortie en mars 2013, Trisquel annonce un changement de rythme : la décision est prise de ne plus sortir de versions à support court terme STS tous les six mois, et de se concentrer sur les améliorations plus régulières de la version LTS. Cette annonce est également suivie par la fin des versions Trisquel Edu et Trisquel Pro.

## Éditions
Toutes les versions des distributions incluent les logiciels dans leur dernière édition stable :
- Linux-libre, qui est une version libre du noyau Linux ;
- l'environnement de bureau GNOME Flashback (il s'agit de GNOME v3, avec l'apparence de GNOME v2) ;
- l'afficheur graphique X.Org ;
- le navigateur web Abrowser (basé sur Mozilla Firefox) ;
- LibreOffice.

### Trisquel
La version Trisquel standard, prévue pour une utilisation personnelle, mais aussi à destination des organisations et des petites entreprises, inclut : le support pour le réseau, le multimédia, des logiciels de gestion classique, des jeux, le lecteur d'écran Orca, et un lecteur multimédia capable de lire les DVD et la plupart des formats vidéo.

### Triskel
Sensiblement les mêmes fonctionnalités que Trisquel standard, 
Triskel inclut l'environnement de bureau KDE - Plasma (KDE).

### Trisquel Mini
Version destinée aux petites architectures à ressources limités voire aux ordinateurs vieillissants (par exemple : moins de 1 Go de mémoire vive), aux netbooks, ou aux personnes voulant un système léger et rapide. La version mini, contrairement à la version « normale », embarque l'environnement de bureau LXDE.

### Trisquel NetInstall
Version appropriée pour une installation en mode réseau. L'installeur pioche directement sur les serveurs. Démarrage en mode texte via l'interface en ligne de commande.

### Trisquel Sugar TOAST
Version accessible à destination du monde éducatif et des écoles. Dotée de l'environnement de bureau Sugar desktop, ainsi que de fonctions d'espace numérique de travail (ENT).

### Éditions abandonnées

#### Trisquel Edu

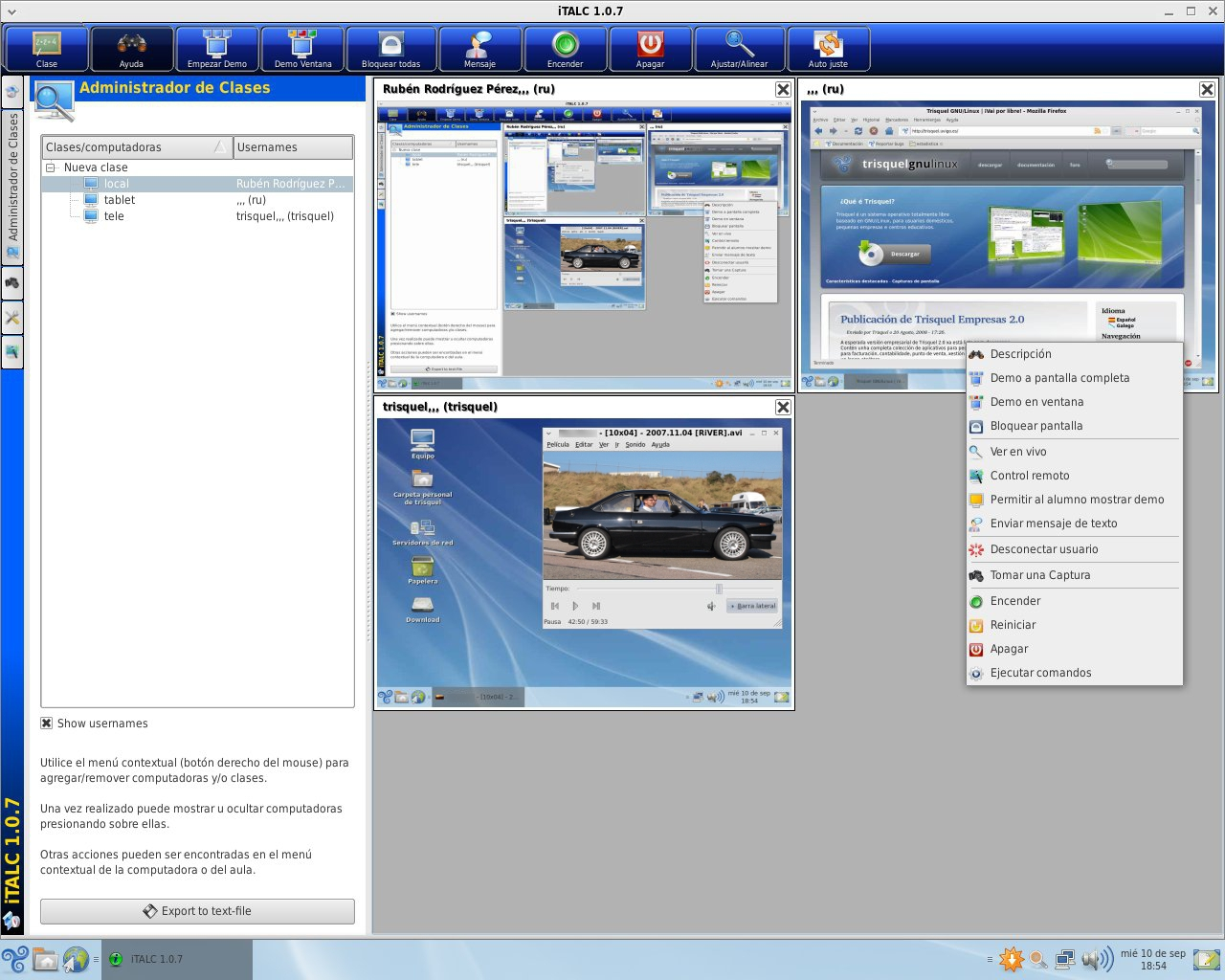
Trisquel LTSP server via iTALC

Cette version est destinée à l’univers éducatif. Elle inclut notamment les logiciels LTSP et iTALC. 
Elle supporte également les alternatives peu coûteuses au tableau blanc interactif utilisant la télécommande Wii de la console de jeu Wii de Nintendo.

#### Trisquel Pro
Cette version est destinée aux petites entreprises. Elle inclut d’une part des logiciels de gestion comme Abanq, Openbravo POS, GnuCash, d’autre part des logiciels de sécurité comme un pare-feu graphique (Firestarter), un antivirus (ClamAV avec l'interface ClamTK), mais aussi le logiciel Wine pour émuler des logiciels prévus pour Windows.
Elle est abandonnée en 2012.